# 約旦标准时间
|  | UTC+02:00           | 埃及標準時間                                                                                          |
|  | UTC+02:00 UTC+03:00 | 欧洲东部时间 / 以色列標準時間 / 巴勒斯坦标准时间 欧洲东部夏令时间 / 以色列夏令时间 / 巴勒斯坦夏令时间 |
|  | UTC+03:00           | 阿拉伯标准时间 / 土耳其时间 / 約旦标准时间                                                            |
|  | UTC+03:30           | 伊朗標準時間                                                                                          |
|  | UTC+04:00           | 波斯湾标准时间                                                                                        |

約旦时区是約旦适用的时区。该时区比协调世界时快3小时（UTC+03:00）。在2022年废除夏令时以前，约旦时区在夏季使用UTC+02:00，偏移量为一个小时（UTC+03:00）。当时的夏令時通常從3月26日到4月1日的星期五開始，到10月的最後一個星期五結束，但2006年之前有所不同 。在2012-2013年的冬天，曾短暂实行永久夏令時 (UTC+03:00) ，并於2013年12月恢復。在1985年之前，不使用夏令時。2022年10月起，夏令时被永久废除。
IANA时区数据库在zone.tab中包含一个約旦地区，名为Asia/Amman。